# Nattawut Sombatyotha
Nattawut Sombatyotha (thailändisch ณัฐวุฒิ สมบัติโยธา, * 1. Mai 1996 in Kalasin), auch als Benz bekannt, ist ein thailändischer Fußballspieler.

## Karriere

### Verein
Nattawut Sombatyotha erlernte das Fußballspielen in den Schulmannschaften der JMG Academy und des Bangkok Christian College sowie der Jugendmannschaft des Erstligisten Buriram United. In Buriram unterschrieb er 2014 auch seinen ersten Profivertrag. Nach 6 Monaten wurde er an den Drittligisten Surin City FC ausgeliehen. Die Rückserie 2015 erfolgte eine Ausleihe nach Sattahip zum Erstligisten Navy FC. Bis 2015 absolvierte er 13 Spiele für Buriram. 2016 wechselte er nach Ratchaburi zum Ligakonkurrenten Ratchaburi Mitr Phol. Die Rückserie 2019 wurde er an den Ligakonkurrenten Chiangmai FC nach Chiangmai ausgeliehen. Mit dem Club musste er am Ende der Saison den Weg in die Zweitklassigkeit antreten. Nach Vertragsende in Ratchaburi wechselte er 2020 nach Bangkok, wo er sich dem Erstligisten Port FC anschloss. Nach 41 Ligaspielen wechselte er im Juli 2023 auf Leihbasis auf zum Erstligaaufsteiger Trat FC. Für den Aufsteiger aus Trat bestritt er 14 Ligaspiele. Im Januar 2024 kehrte er zu Port zurück. Nach insgesamt 45 Ligaspielen für Port wechselte er Anfang Januar 2025 zum Zweitligisten Mahasarakham SBT FC. Nach elf Ligaspielen wurde sein Vertrag im Sommer 2025 nicht verlängert. Im Juni 2025 nahm ihn der Erstligaaufsteiger Kanchanaburi Power FC aus Kanchanaburi unter Vertrag.

### Nationalmannschaft
Von 2011 bis 2012 spielte Nattawut Sombatyotha siebenmal in der thailändischen U-16-Nationalmannschaft. Viermal trug er von 2013 bis 2014 das Trikot der U-19-Nationalmannschaft. 2016 lief der dreimal für die U-21 auf. Für die U-23 stand er von 2016 bis 2018 12 Mal auf dem Spielfeld.

## Erfolge

### Verein
Buriram United
- Thailändischer Meister: 2014
- Thailändischer Ligapokalfinalist: 2014

### Nationalmannschaft
Thailand U23
- Sea Games: 2017
- Dubai Cup: 2017

Thailand U21
- Nations Cup: 2016

Thailand U16
- AFF U-16 Youth Championship: 2011